# Paint Horse
Das Paint Horse ist eine gescheckte Pferderasse, die ihren Ursprung im American Quarter Horse hat. Seine einfarbigen Nachkommen wurden früher als Breeding Stock, heute als Solid Paint Bred Horse bezeichnet. In den 1960er Jahren wurde die American Paint Horse Association gegründet.
Hintergrundinformationen zur Pferdebewertung und -zucht finden sich unter: Exterieur, Interieur und Pferdezucht.

## Exterieur
Das Paint Horse zeichnet sich durch einen kleinen, keilförmigen Kopf aus, mit wachem Auge, breiter Stirn, kleinen, beweglichen Ohren, kleiner, fester Maulpartie und kräftigen Ganaschen. Der Hals ist ausreichend lang und schlank, gut angesetzt, in der Kehle klar ausgeschnitten und beweglich im Genick, die Schulter ist schräg und, wie die Brust, muskelbepackt; der Widerrist ist gut ausgeprägt. Der kurze Rücken ist gut mit der Hinterhand verbunden; die Lende ist tief und kräftig; die Hüfte ist schräg und lang, die gesamte Hinterhand sehr muskulös. Das Fundament ist klar, sehnig und drahtig, mit festen Hufen.
Trotz seiner nur mittleren Größe von etwa 1,42 bis 1,58 m trägt das Paint Horse auch schwergewichtige Erwachsene mit schwerem Westernsattel in jedem Gelände. Die Pferde werden nicht größer gezüchtet, um die „typische Wendigkeit und den Rassetyp“ zu erhalten.
Paint Horses können ganzjährig im Offenstall auf der Weide robust gehalten werden.
Paint Horses sind nicht mit Pintos zu verwechseln – letztere stellen keine Rasse dar, sondern können aus unterschiedlichsten Kreuzungen und Rassen stammen. Ein Paint Horse muss bei der American Paint Horse Association registriert sein. Zur Einkreuzung sind das American Quarter Horse und das englische Vollblut zugelassen.

### Farbgebung
Man unterscheidet drei Zeichnungsmuster, „Pattern“ genannt: Tobiano, Overo und Tovero. Der Tobiano hat weiße Beine und sein Weiß kreuzt die Rückenlinie, der Kopf weist die Abzeichen eines einfarbigen Pferdes auf. Beim Overo kreuzt kein Weiß die Rückenlinie, das Weiß scheint vom Bauch auszugehen. Oft hat er viel Weiß im Gesicht und dementsprechend blaue Augen; häufig sind die Beine dunkel. Die Overoscheckung gibt es in den Varianten Frame-Overo, Splashed White Overo und Sabino. Der Tovero stellt eine Mischung aus beiden Coat-Patterns dar.

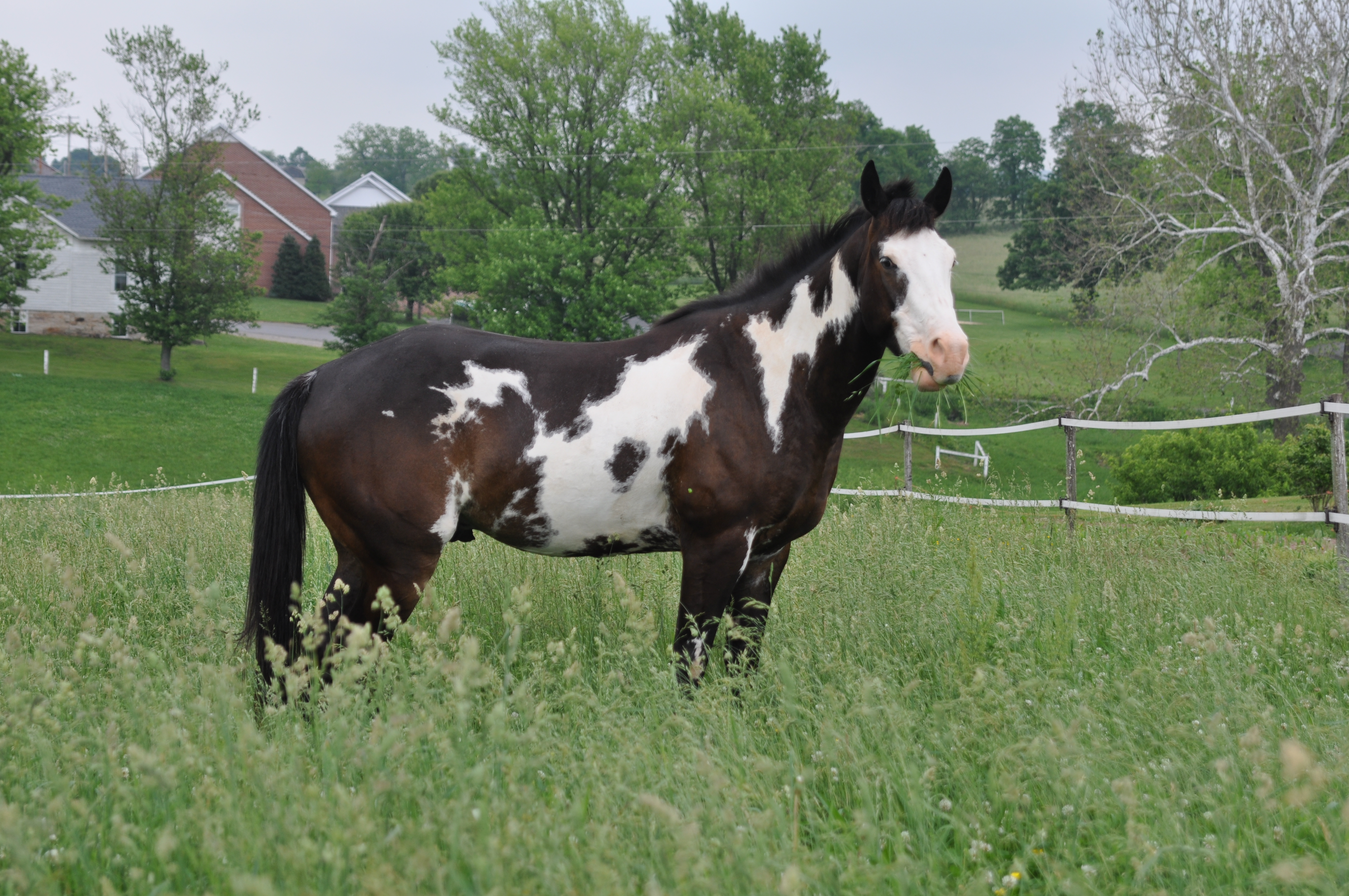
Paint Horse mit Overo-Zeichnung
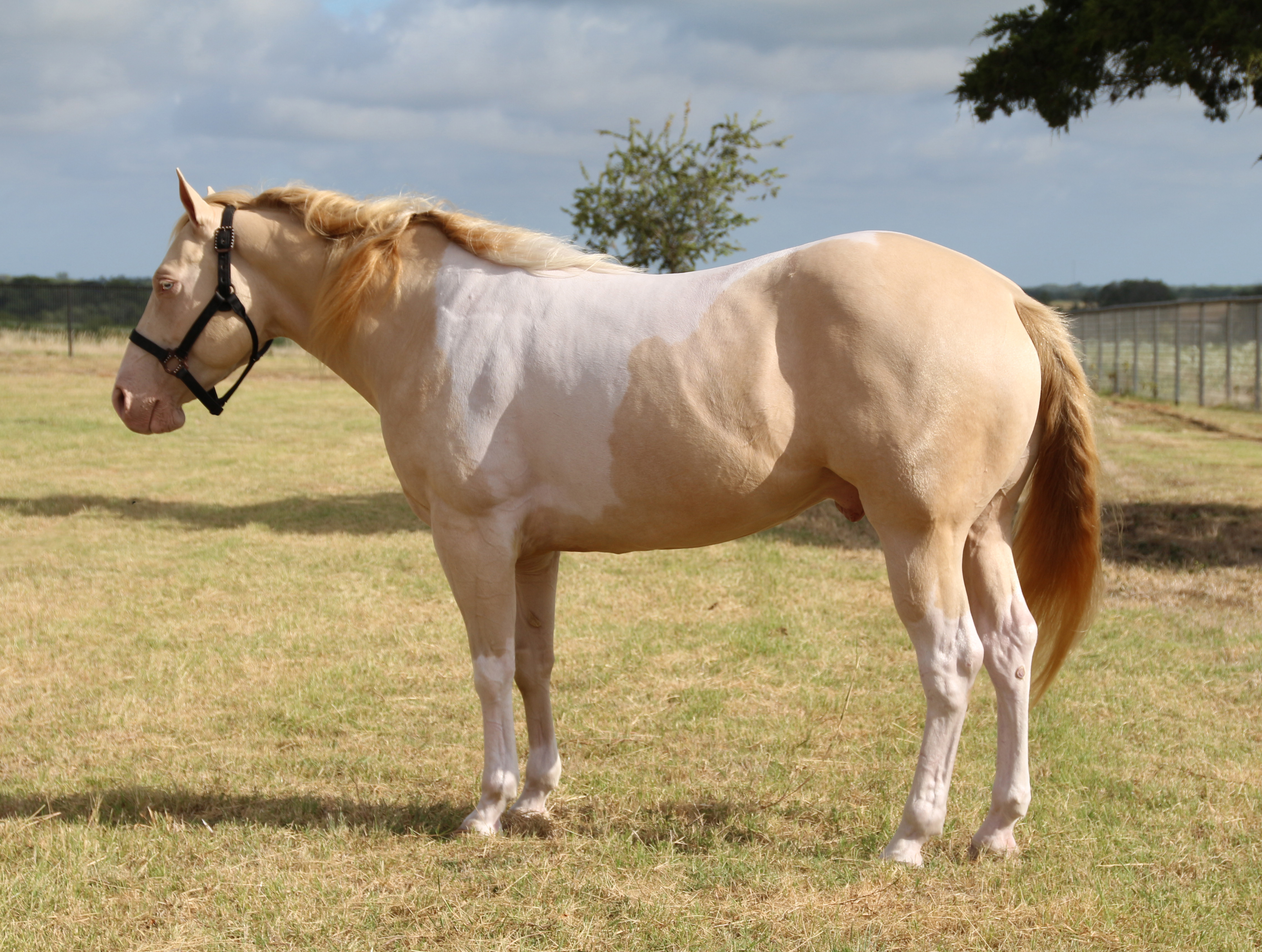
Paint Horse mit Tobiano-Fellzeichnung und Glasaugen
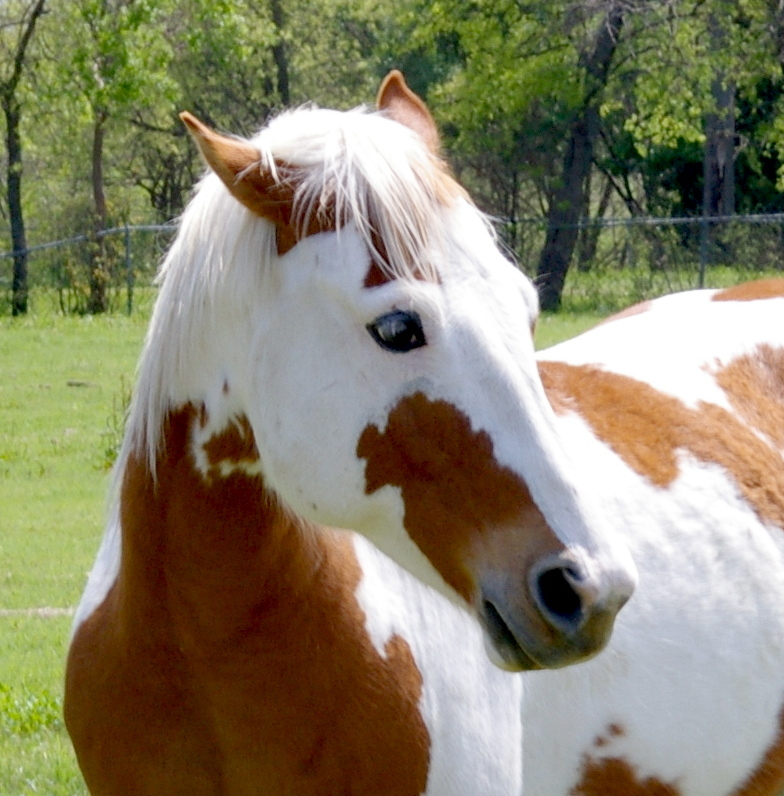
Paint Horse mit Tovero-Zeichnung und Glasaugen
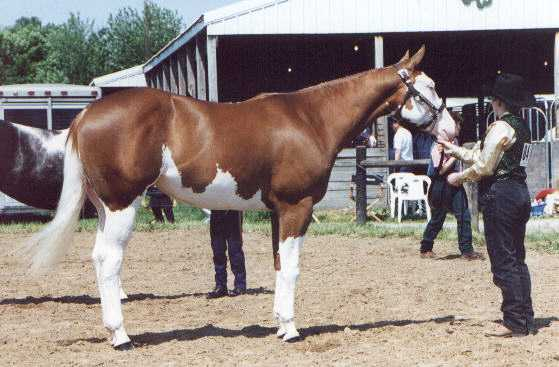
Paint Horse-Stute mit Splashed-White-Overo-Zeichnung

## Verwendung

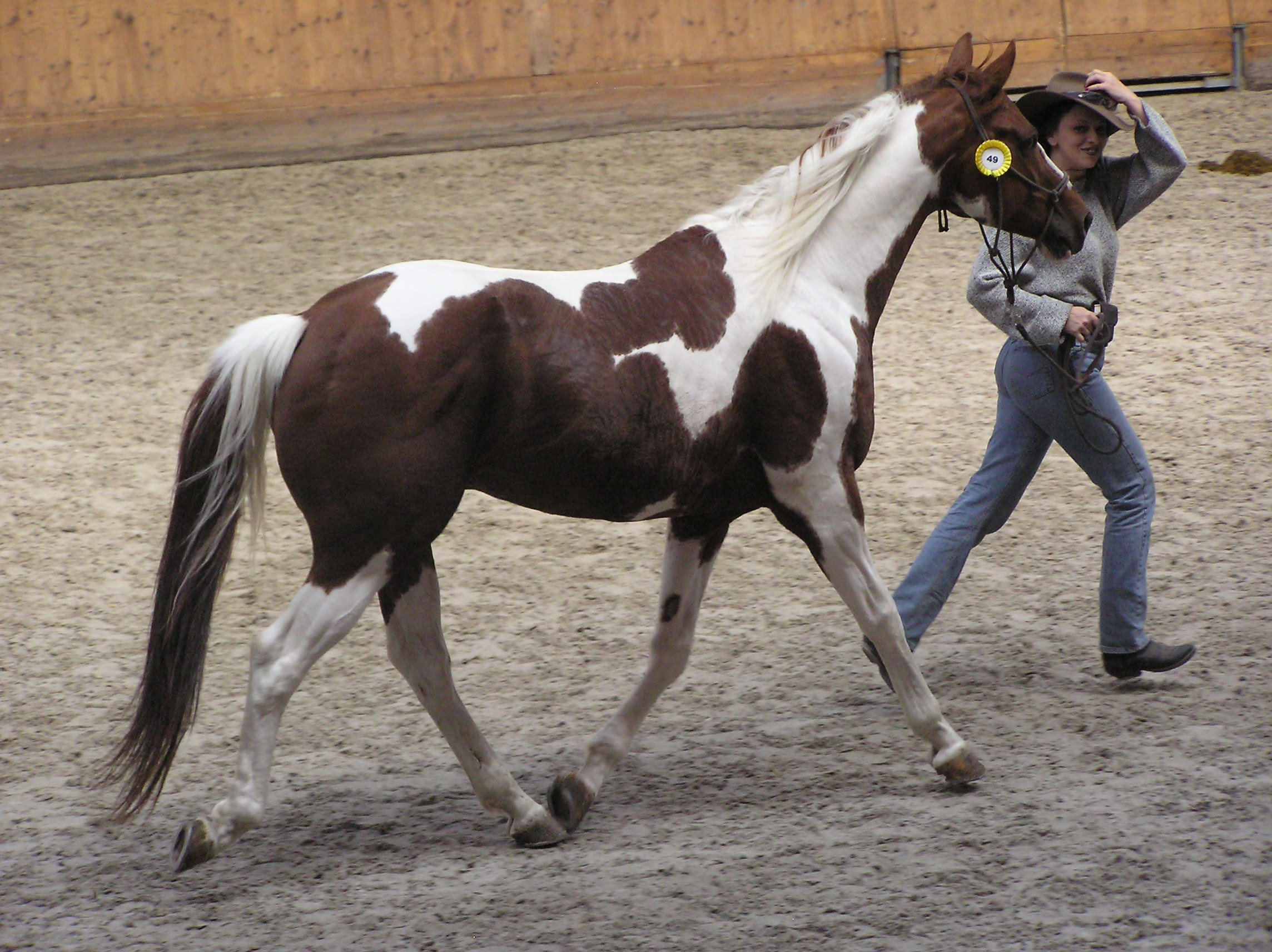
Bewegungsstudie Trab

Paint Horses werden für Kurzstreckenrennen (die Viertelmeile ist die klassische Distanz), die Rancharbeit (Cowboypferde) sowie die Westernreitdisziplinen wie Reining, Cutting, Working Cowhorse, Western Pleasure, Trail usw. verwendet.

## Interieur
Das Paint Horse ist in Herkunft, Typ, Eigenschaften, Abstammungen und Zuchtziel identisch mit der Rasse des American Quarter Horses. Es handelt sich um Western Horses – kompakte, wendige Pferde mittlerer Größe mit stark ausgeprägter Muskulatur, mächtiger Hinterhand und ehrlichem, gutmütigem Charakter. Paint Horses sind leicht zu reiten, willig und nervenstark und eignen sich darum für das Turnier-, Spazier-, Wander- und Westernreiten. Das Paint Horse verfügt über den Cow Sense wie das Quarter Horse.

## Solid Paint Bred (ehem. Breeding Stock)

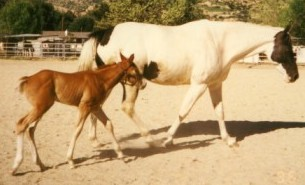
Solid Paint Bred Horse-Fohlen mit gescheckter Mutter

Solid Paint Bred Horses sind einfarbige Paint Horses. Auch einfarbige Fohlen einer Paint Horse Stute werden aufgrund ihrer bunten Vorfahren (die in ihren Genen weiterleben) nicht als American Quarter Horse registriert, sondern als sogenannte Solid Paint Breds. Diese Solid Paint Bred Horses sind nur in speziell ausgeschriebenen Solid Paint Bred Klassen (SPB-Klassen) bzw. entsprechend ausgeschriebenen Turnierklassen startberechtigt. Im Gegensatz zu gescheckten Paint Horses sind SPB Horses keine „Regular Paints (= Paint mit ausreichend Farbe)“, sondern bekommen den Vermerk „Solid Paint Bred“ in das Papier eingetragen.